# ニコライ・レスコフ

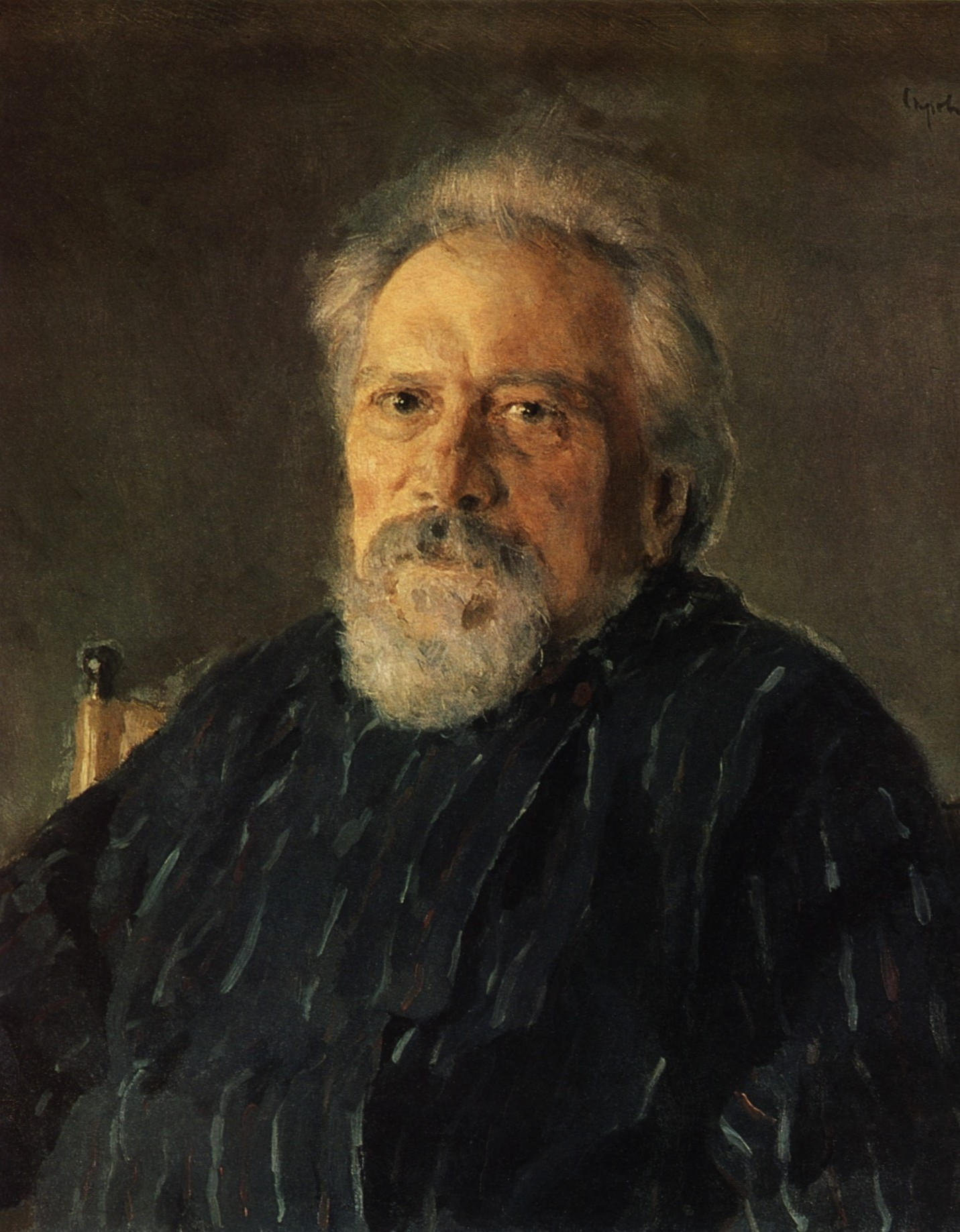
ニコライ・レスコフの肖像画、1894年ヴァレンティン・セローフ作

ニコライ・セミョノヴィッチ・レスコフ（ロシア語: Никола́й Семёнович Леско́в, Nikolai Semyonovich Leskov, 1831年2月16日 - 1895年3月5日）は、ロシアの作家、ジャーナリスト。M・ステブニツキー（M. Stebnitsky）の筆名で執筆活動を行った。

## 生涯
オリョール県に官吏の子として生まれる。1860年から文筆活動を始め、1862年からは小説の執筆を始めた。実生活上の経験を駆使して、物語性の強い数多くの小説を書き、ロシア的風土の多面性を描き出した。だがジャーナリストとして社会の矛盾を鋭く批判したために当局からはたびたび目を付けられ、検閲や出版禁止の憂き目にあったりもした。
代表作には、『魅せられた旅人』『美容師』『僧院の人々』など。『ムツェンスク郡のマクベス夫人』は、ドミートリイ・ショスタコーヴィチによりオペラ化された。『魅せられた旅人』と『左利き』もロディオン・シチェドリンによってオペラ化されている。
晩年は狭心症と気管支喘息に苦しみ、サンクトペテルブルクで没した。葬儀の際には当局により、参列者による一切の演説が禁止された。同地のヴォルフスコエ記念墓地に埋葬されている。

## 思想
ジャーナリストとして社会問題を取り上げたこともあり、農民に対する関心と共感という点でレフ・トルストイと、宗教的傾向という点でフョードル・ドストエフスキーとそれぞれある種の近親性をもっている。特にトルストイとは1890年に会って意気投合している。

## 主な日本語訳
- 『魅せられた旅人』（木村彰一訳[2]、岩波文庫、1960年、復刊1994年ほか）
- 『真珠の首飾り 他二篇』（神西清訳、岩波文庫、1951年、復刊2000年ほか）

他は「ムツェンクス郡のマクベス夫人」、「かもじの美術家」
- 『僧院の人々、封印された天使　レスコフ』（神西清・米川和夫ほか訳、「世界文学全集53」集英社、1980年）
- 『魅せられた旅人』（東海晃久訳、河出書房新社、2019年）
- 『左利き　レスコフ作品集1』（岩浅武久訳、群像社「ロシア名作ライブラリー」、2020年）
- 『髪結いの芸術家　同 2』（中村喜和・岩浅武久訳、群像社「ロシア名作ライブラリー」、2020年）